# Zhang Liang (Radsportler)
Zhang Liang (chinesisch 张 亮, Pinyin Zhāng Liàng; * 1. März 1983 in Ningxia) ist ein chinesischer Bahn- und Straßenradrennfahrer.
2008 gewann Zhang Liang eine Etappe der Tour of the South Sea. Im selben Jahr startete er bei den Olympischen Spielen in Peking im Straßenrennen, das er nicht beendete. 2014/15 fuhr er kurze Zeit Ningxia Sports Lottery Cycling Team.

## Erfolge
2008
- eine Etappe Tour of the South Sea

## Teams
- 2014 Ningxia Sports Lottery Cycling Team (ab 1. Juli)
- 2015 Ningxia Sports Lottery Cycling Team (bis 25. Juni)